# Jackie Martinová (fotografka)
Jackie Martinová (nepřechýleně Jackie Martin; 1. dubna 1903 Braddock – 15. prosince 1969 Washington, D.C.) byla americká fotoreportérka a novinová redaktorka. Byla první ženou, která se stala uměleckou ředitelkou a obrazovou redaktorkou metropolitních novin, a první, která byla přijata do prestižního novinářského sboru Bílého domu. Byla také první ženou, která byla najata jako sportovní redaktorka ve velkém metropolitním deníku a první nebo jedna z prvních, která řídila a trénovala profesionální basketbalový tým. Dosáhla uznání jako první oficiální fotografka a referentka pro styk s veřejností ženského armádního pomocného sboru a jako první žena nosila uniformu WAAC (Women's Army Corps). Získala ocenění za fotografii, za práci válečné zpravodajky a za mezinárodně uznávané celoživotní zásluhy v žurnalistice.

## Životopis

### Vzdělání
Martinová studovala na veřejných školách ve Washingtonu, D.C. Kurátorka výstavy z roku 1986 nazvané Jackie Martin, The Washington Years napsala, že poté, co přesvědčila administrativu, aby to povolila, stala se první dívkou na své základní škole, která navštěvovala třídu průmyslového umění.:s.4 Navštěvovala východní střední školu v letech 1918–1921 a po promoci získala atletické stipendium ve výši ročního školného. Protože jí chyběly peníze na zaplacení pokoje, stravy a dalších náležitostí, které nebyly pokryty stipendiem, strávila rok prací v řadě maloobchodních zaměstnání, včetně jedné jako redaktorka časopisu v obchodním domě. Na podzim roku 1922 se Martinová zapsala na Syrakusskou univerzitu a během prvního ročníku získala litery z basketbalu, dráhy a střelby z pušky. Přestože přijala práci na akademické půdě a zřídila si službu vyzvedávání prádla, nedokázala si vydělat dost peněz, aby i po prvním roce mohla ve studiu pokračovat.:s.4–7

### Raná kariéra novinářky
Martinová se stala profesionální novinářkou ve svých dvaceti letech, když po návratu domů ze Syrakus využila své zkušenosti redaktorky a sportovkyně k získání pozice sportovní redaktorky v redakci Washington Times.:s.7 V roce 1969 se v jejím nekrologu uvádělo, že se při nástupu do práce stala vůbec první ženou – sportovní redaktorkou deníku, ale přesnější je říci, že byla první redaktorkou velkého metropolitního deníku, protože v roce 1906 se žena jménem Ina Eloise Youngová stala sportovní redaktorkou Chronicle-News of Trinidad, Colorado. V letech 1925 a 1926, když ještě pracovala pro Times, pracovala Martinová také jako společenská redaktorka ve washingtonské kanceláři vydavatelství fotografií a zpravodajské fotografické společnosti Underwood & Underwood. Během této doby se naučila základy fotožurnalistiky.:s.7 V roce 1926 odešla z Underwood & Underwood a přešla ze sportovní redaktorky na Times na tříměsíční pozici fotografky ve společné redakci Times a její sesterské publikace Washington Herald. V letech 1928 a 1929 strávila dalších několik měsíců jako pomocná redaktorka společnosti Herald. V březnu 1929 se Martinová připojila k Washington Daily News a další rok a půl byla jednou ze zaměstnanců fotografů a reportérů hlavních zpráv a zároveň se starala o speciální vydání a působila jako společenská redaktorka.

### Kariéra sportovkyně
Zatímco byla sportovní redaktorkou Times and Society v Underwood & Underwood, měla Martinová třetí práci jako reklamní manažerka pro ženský sportovní klub, Metropolitan Athletic Club, a byla začínající členkou jo basketbalového týmu Mets. Tým měl v roce 1924 neporaženou sezónu, čímž si vysloužil uznání jako basketbaloví mistři District of Columbia. Během této doby byla důstojníkem organizace, která lokálně koordinovala ženský basketbal a kromě všech svých dalších aktivit vedla hodiny basketbalu dva večery v týdnu v místní tělocvičně. Když v roce 1927 opustila svou práci fotografky pro The Times a Herald, stala se Martinová manažerkou a publicistkou víceúčelové sportovní arény, která měla být „Madison Square Garden of Washington." V této době byla také manažerkou a trenérkou ženského profesionálního basketbalového týmu Arcadians, který hrál své domácí zápasy v aréně. Tým zaujal místní pozornost tím, že místní chlapecké týmy hrály podle pravidel pro muže. Soutěžili v přípravných akcích před zápasy mužských profesionálních týmů a říkalo se, že jsou jedním z prvních, ne-li prvním profesionálním ženským týmem. Martinová doufala, že se zúčastní závodu na půl míle na olympijských hrách v roce 1928, první, na které ženy soutěžily v dráhových disciplínách. Byla však nucena odstoupit, když se zranila během mistrovství USA na dráze, které se konalo v Newarku v New Jersey jako národní olympijské zkoušky.

### Kariéra novinářky
Po odchodu z Daily News v září 1930 se Martinová vrátila do Heraldu jako přední redaktorka a fotografka. Brzy přidala ke svým povinnostem v novinách editorku fotografií, a když majitel William Randolph Hearst sloučil kanceláře Herald s kancelářemi Times, sloužila ve stejné funkci pro oboje noviny. Tímto jmenováním se Martinová stala první ženou, která zastávala tyto manažerské pozice v metropolitních novinách. V té době řídila tým asi tuctu mužů zodpovědných za zpravodajství, společnost, módu, divadla a sport každý den na dvou nebo více stránkách fotografií.:s.7, 14 Poradkyní a šéfovou Martinové byla panovačná a rtuťovitá redaktorka listu Cissy Pattersonová. Jeden zdroj říká, že ve třicátých letech se Martinové často připisovalo, že „téměř sama přeměnila Herald unaveného Williama Randolpha Hearsta v to, co se mělo stát elegantním a poutavým Times-Herald od Cissy Pattersonové“. V roce 1936 Martinová a Pattersonová navštívily venkovskou část Tennessee a Severní Karolíny, aby vytvořily sérii šesti článků nazvaných „Dixie's Dead End“. Jeden z článků popisoval útrapy, kterým čelily dvě postarší farmářky na vrcholu deprese.:s.18
V srpnu 1940 Martinová opustila Times-Herald, aby zahájila kariéru fotografky na volné noze, publicistky, válečné zpravodajky, lektorky a redaktorky časopisu. Zdá se, že mezi lety 1940 a 1944 nikdy nebyla v klidu. Na začátku tohoto období strávila dvě sezóny křižováním země jako placená lektorka a také řízením reklamní kampaně pro Chrysler Corporation. Poté cestovala letecky napříč Brazílií, aby nafotografovala letecké a pozemní fotografie pro dvě knihy profilující tuto zemi. V zimních měsících roku 1941 a na jaře roku 1942 založila fotografické oddělení pro washingtonskou kancelář Chicago Sun-Times a začala pracovat jako pomocná redaktorka časopisu Woman's Home Companion.:s.8 Během druhé poloviny roku 1942 sloužila jako fotografka a publicistka pro první skupinu žen, které vstoupily do vojenské služby v armádě. V roce 1944 získala kontrakt od nakladatelství Macmillan (z New Yorku) na knihu o zdravotních sestrách v americké armádě a byla poslána do Itálie jako válečná korespondentka pro Ladies' Home Journal. Když dostala příležitost být svědkyní invaze do jižní Francie, porušila Macmillanskou smlouvu a doprovázela 7. armádu při osvobozování Marseille, Lyonu a Toulonu.:s.11
Během válečných let Martinová přispívala fotografiemi a příspěvky na volné noze do široce rozšířených amerických časopisů, včetně Time, The Saturday Evening Post, Colliers a Look. Po návratu z Evropy v roce 1945 pokračovala v produkci fotožurnalistiky na volné noze. Například v květnu a červnu téhož roku publikovala články ve Washington Star o armádních sestrách (Nurses Are Pretty, 27. května 1945) a o vstřícnosti vojáků k dětem, s nimiž se setkali za frontou. (Vojáci a děti, 3. června 1945). Následující rok sloužila jako redaktorka a fotografka ve washingtonské kanceláři International News Photos a jako fotografka pro King Features Syndicate, které obě vlastnil William Randolph Hearst, pro kterého pracovala na začátku své kariéry v žurnalistice. Obnovila také přednáškovou činnost, tentokrát pod záštitou W. Colston Leigh Bureau. Během čtyřicátých let Martinová pracovala na volné noze pro časopis Parade a pokračoval v této práci až do počátku padesátých let. Po roce 1952 vykonávala Martinová malou nebo žádnou práci na volné noze, protože v té době byla umístěna v Evropě jako zaměstnankyně na plný úvazek zahraniční služby Spojených států.

### Fotografická technika
V roce 1925, když se poprvé učila svému řemeslu ve fotoservisu Underwood, používala jako záznamové médium fotoaparát Graflex 5x7" využívající skleněné desky spíše než svitkový film.:s.7 Během velké části své kariéry fotoreportérky používala různé fotoaparáty včetně novinářského fotoaparátu Graflex 4x5 s držáky na planfilmy, zrcadlovky se stodvacítkovým svitkovým filmem (pravděpodobně Rolleiflex) a dva 35mm kompaktní fotoaparáty Contax a Leica.:s.22 Raný 5x7 Graflex používal bleskový prášek pro umělé osvětlení. Novinářský Graflex a Rolleiflex používaly bleskové žárovky v odnímatelných ručních jednotkách. Kinofilmové fotoaparáty mohly být použity s blesky, ale byly používány hlavně s dostupným světlem. Martinová byla první osvojitelkou fotografování kompaktními fotoaparáty a také vysokorychlostního elektronického blesku, když byl dostupný na konci 40. let 20. století.
Naprostá většina fotografií autorky zobrazuje lidi, nikoli místa nebo věci. Stejně jako mnoho dalších novinářských fotografů dala ve své práci přednost realistickému zobrazení před estetickými hodnotami a její styl byl prý nevýrazný.:s.19 Řekla, že jejím primárním cílem bylo respektovat své subjekty a poskytovat jim co nejlepší image.:s.19 Článek na anglické Wikipedii zveřejňuje autorčinu fotografii z časopisu, kterou pořídila kinofilmovým fotoaparátem s použitím dostupného světla pro článek o Donaldu Nelsonovi, šéfovi nedávno založené War Production Board. Objevila se ve vydání Life 6. července 1942 s popiskem: „V temné komoře Nelson ukazuje portrét přítele, který sám vytvořil. Průměrný fotograf, baví ho fušovat se s chemikáliemi víc než fotit.“
Článek na anglické Wikipedii zveřejňuje autorčinu fotografii z roku 1946, která je vynalézavější a hravější než její obvyklé dělnické zpravodajské fotografie. Pořídila ji, když pracovala pro službu International News Photos při přípravě zpravodajské funkce v archivech. Zobrazuje zaměstnankyni zabalenou v průhledné acetátové fólii, kterou konzervátoři používali k laminování listů papíru. Navzdory trikům ukazuje fotka techniky, které Martinová běžně používala. Fotografovala objekt čelně, osvětlený bleskem drženým vysoko vlevo. Scénu zinscenovala, aby odstranila rušivé detaily. Žena byla zobrazena sympaticky, její póza a výraz tváře ukazovaly veselost a odhodlání. Formát byl 5x7" a fotoaparát pravděpodobně Press Graflex.

### Vládní fotografka a publicistka
Před nástupem do zahraniční služby v roce 1950 se Martinová účastnila jednoho oficiálního a jednoho neoficiálního projektu pro americkou vládu. V roce 1933 sloužila jako neoficiální novinářský atašé pro Ruth Bryan Owenovou během prvních měsíců velvyslankyně v Dánsku a na Islandu. Mezi červencem a prosincem 1942 sloužila v uniformě jako fotografka a asistentka pro styk s veřejností nově vytvořeného ženského armádního pomocného sboru.
Koncem čtyřicátých let Martinová dokončila některé projekty pro Christian Science Monitor. Roscoe Drummond byl tehdy šéfem washingtonského úřadu listu.  V roce 1949 byl Drummond jmenován evropským ředitelem informací pro správu hospodářské spolupráce. Následující rok jmenoval Martinovou šéfkou evropských fotografických služeb ECA. Se sídlem v Paříži řídila kancelář, která poskytovala fotografie na podporu implementace Marshallova plánu v osmnácti zemích. Jejím největším úspěchem během šesti let, kdy zastávala tuto pozici, bylo uspořádání mezinárodní putovní výstavy fotografií nazvané Lidská rodina, kterou sestavil Edward Steichen a měla premiéru v Muzeu moderního umění v roce 1955. Po návratu z Paříže v roce 1956 strávila Martinová deset let jako fotožurnalistka na volné noze a zároveň pracovala ve filmovém studiu svého bratra. Její poslední hlavní prací byla vládní zakázka z roku 1967, ve které dokumentovala vojenské hroby v Evropě pro americkou komisi Battle Monuments Commission.

## Knihy a rukopisy
Během letních měsíců roku 1941 Martinová cestovala letecky s autorkou známou pro její zpravodajství o letectví na průzkumu Brazílie. Ve spolupráci s brazilskou vládou přeletěly zemi v zastaralém jednomotorovém letounu. Cesta vyústila v mnoho článků v časopisech a dvě knihy, obě připsané autorce Alici Rogersové Hagerové: Frontier by Air (New York, Macmillan, 1942) a Giant to the South (New York, Macmillan, 1945). Několik měsíců Martinové ve funkci fotografky a publicistky WAAC vyústilo v knihu Jeana Stansburyho s názvem Bars on Her Shoulders (New York, Dodd, Mead & Co., 1943). Zatímco byla válečnou korespondentkou v jižní Evropě, Martinová shromáždila fotografie a připravila text pro dvě knihy, The Nurses of World War II a Nurses in Action, ale uprostřed poválečného nezájmu o bezprostřední minulost nedokázala najít nakladatele ani pro jednu. Následně opět spolupracovala s Hagerem na fotografickém portrétu Washingtonu, D.C. s názvem Washington, město osudu (New York, Macmillan, 1949). Při recenzování této knihy kritik Washington Post napsal: „Slečna Martinová se zaměřuje na obvyklé krásy města – jeho parky, fontány, formální zahrady, rozsáhlé výhledy – s jednou významnou výjimkou. Zaslouží si nějaké ocenění za to, že si všimla pochybnější strany hlavního města. Je tu jeden záběr obydlí ve slumu.“

## Klub
Martinová byla zběhlá v navazování a udržování spojení s ostatními, ať už to byli přátelé, známí nebo obchodní partneři. Mnoho z těchto spojení bylo se ženami, které stejně jako ona věřily ve schopnost afinitních skupin pomáhat ženám v profesním a kulturním rozvoji. Jako studentka prvního ročníku vstoupila do spolku Delta Gamma na Syrakusské univerzitě a své členství si udržela po zbytek svého života. V roce 1932 byla zakládající členkou klubu Washington Newspaper Women's Club a nadále v něm působila po zbytek své kariéry. Dříve se připojila k organizaci, ze které se tento klub oddělil, Women's National Press Club. Pravidelně se účastnila satirických kaskadérských večerů Press Clubu a často navrhovala, skládala a vystupovala v jejich parodiích. V roce 1936 byla zvolena za přidruženou členku Královské fotografické společnosti Anglie. Martinová se v roce 1942 stala první ženou – členkou Asociace zpravodajských fotografů Bílého domu. O šest let později se stala přidruženou členkou Theta Sigma Phi, národního profesionálního a čestného bratrstva pro ženy v žurnalistice. V roce 1955 byla zvolena druhou viceprezidentkou Klubu žen novin.
Zprávy o washingtonské společenské scéně obsahují časté zmínky o její účasti na klubových akcích a v červnu 1940 uspořádala venkovní párty pro členky dvou ženských novinářských klubů, na níž byly párky v rohlíku, steaky, soudek piva a podle jednoho z nich „zpěv a mnoho gay hovorů”.

## Jednatelka filmové společnosti
Když se Martinová vrátila z Paříže, byla prý vyčerpaná a doufala, že odejde do důchodu.:s.12Na naléhání svého bratra Philipa Martina juniora, nicméně souhlasila s tím, že pomůže řídit washingtonskou mediální společnost, kterou řídil. Jednalo se o Norwood Studios, zařízení pro produkci filmů, které se specializovalo na vládní a komerční dokumenty. V roce 1960 se stala viceprezidentkou společnosti a podle jednoho z výpovědí přispěla k tomu, že se firma stala největším producentem dokumentárních filmů jižně od New Yorku.

## Úspěchy, vyznamenání a ocenění
V roce 1923 se Martinová stala vůbec první ženou sportovní redaktorkou v hlavním metropolitním deníku, když převzala tuto práci ve Washington Times. V roce 1926 byla Martinová první nebo možná jednou z prvních žen, které řídily a trénovaly profesionální basketbalový tým. V roce 1937 se stala první ženou, která se stala uměleckou ředitelkou a obrazovou redaktorkou metropolitních novin. V roce 1941 obdržela cenu George Arentse, význačného absolventa Syrakusské univerzity a byla první neabsolventkou, které se dostalo této pocty. Později téhož roku byla první fotografkou, která dostala povolení fotografovat letecky v Brazílii. Následující rok byla první fotografkou a publicistkou ženského armádního pomocného sboru a první ženou, která nosila uniformu WAAC. Později téhož roku dosáhla dlouhodobého cíle stát se první ženou členkou Asociace zpravodajských fotografů Bílého domu. V roce 1944 obdržela Martinová ocenění Za zásluhy válečného oddělení a Divadelní stuhu za válečnou korespondenci za službu válečné zpravodajky v Itálii a Francii. Při dvou příležitostech na konci čtyřicátých let získala ocenění od Asociace zpravodajských fotografů Bílého domu. V roce 1961 obdržela od brazilské vlády Řád jižního kříže a o dva roky později obdržela ocenění od svého spolku, Delta Gamma Rose Award. Toto nejvyšší ocenění organizace se uděluje členům, kteří jsou „známí ve svých vybraných oborech“ a jejichž úspěchy získaly národní nebo mezinárodní uznání.

## Osobní život a rodina
Martinová se narodila 1. dubna 1903 v Braddocku v Pensylvánii Philipu Martinovi (1877–1954) a Emmě Fredrice S. Hermanové Martinové (1877–1962). Pojmenována po babičce z otcovy strany, Cecilia Barber Martinové z Cornwallu v Anglii, její rodné jméno bylo Cecilia Barber Martinová. Philip Martin byl muniční expert, který během dětství Martinové pracoval v Pittsburghu a během 1. světové války přestěhoval rodinu do Washingtonu, DC, aby zaujal pozici dohlížejícího inženýra v Domově starých vojáků.:s.4 Emma Martinová byla křesťanská vědkyně, která byla kaplankou kolumbijské kapituly Dcer americké revoluce a také prezidentkou Historického klubu Capitol Hill.
Martinová měla dvě sestry, Lydii (1900–1983) a Lillian (1908–2002), a bratra Philipa juniora (1916–1974). Lydia byla sekretářkou před svatbou v Domově vojáků s Williamem P. Pughem. Lillian, stejně jako Martinová, přijala mužskou přezdívku (Jerry) a byla atletkou i zpravodajkou. V roce 1929 se poté, co pracovala po boku Martinové ve Washington Times a Herald, se provdala za lékaře Williama H. Clementse a následně vedla jeho soukromou praxi na předměstí Washingtonu, D.C. Philip Martin junior byl známý filmový producent z New Yorku, Hollywoodu a Washingtonu, D.C. Vlastnil a řídil společnost Norwood Studios, kde byla Martinová na počátku 60. let viceprezidentkou.
Martinová bydlela v domě svých rodičů v Domově vojáků, dokud si ve svých 40 letech nekoupila dům v Georgetownu.
Své dokumenty a další archivy odkázala Syrakusské univerzitě. Syrakusský archivář poukazuje na to, že ačkoli jsou sbírky rozsáhlé a v jiných ohledech obsáhlé, obsahují jen málo "drbů" o vztazích fotografky s jinými lidmi a téměř nic o jejím soukromém životě. V roce 1932 její rodiče oznámili její zasnoubení s mužem jménem B. Wheeler Johnson, ale zjevně k žádné svatbě nedošlo.:s.15 Jeden zdroj zaznamenává zvěsti o romantickém vztahu s Cissy Pattersonovou.:s.65 Další o Pattersonové říká: „Zatímco upravovala Times-Herald, prožívala lesbickou romanci s editorkou fotografií.”
Kurátorka výstavy z roku 1986 o období Martinové ve Washingtonu obsahuje toto prohlášení:
Od jejích školních let na východní střední ve Washingtonu, D.C., až po dobu, kdy byla válečnou zpravodajkou, se v tisku objevovaly články o Jackie Martinové. Zatímco dějištěm může být dům spolku Delta Gamma poblíž kampusu Syrakusské univerzity, Lindbergův baby trial, Matta Grosso v Brazílii nebo tažení Sedmé armády přes Francii, příběh je stejný. Odvážný, drobný, dynamický, důvěryhodný — zvláště to; dámská, férová, samozřejmá, pracovitá fotografka, naše dívka se vrací z nějakého úkolu nebo na nějakém pracuje. Můžeme se s jistotou těšit na to, co Jackie — tisk ji označoval tou poněkud androgynní přezdívkou — vyfotografovala. Žádné překvapení. Žádné hrubé probuzení do světem ohrožující jinakosti.:s.15–16

Kurátorka dodává, že navzdory úpadku zdraví, který začal během válečných zážitků, pokračovala v promítání mládí a elánu, i když stárla.:s.19
Martinová zemřela po dlouhé nemoci ve věku 65 let 15. prosince 1969 a byla pohřbena na hřbitově Rock Creek ve Washingtonu.

### Další používaná jména
V mládí přijala přezdívku Jack a používala ji v mládí. Když jí bylo něco přes dvacet, rozšířila ji na Jackie.:s.4 Od poloviny dvacátých let byla téměř vždy označována jako Jackie Martinová a jen příležitostně jako Cecilia Martinová nebo Cecilia B. Martinová.